# Патке
Патке (лат. Anatinae) су потпородица птица која припада породици пловки (лат. Anatidae) из реда пловуша (лат. Anseriformes).

## Родови
Родови који припадају потпородици патке (Anatinae):
- Праве патке (Anas)
- Бразилска крџа (Amazonetta)
- Јужноамеричка ћубаста патка
- Бронзанокрила патка
- Корњачокљуна моа-нало †
- Малокљуна моа-нало †

Субфосил мале патке нелетачице је откривен на острву Рота, које припада Маријанским острвима. Ова врста се не може сврстати ни у један познати род, али је вероватно најближа роду праве патке (Anas).

### или
За следеће родове није сигурно да ли припадају потпородици патке (Anatinae) или утве (Tadorninae):
- Aix
- Америчка мошусна патка
[2]
- Огрличаста крџа
[2]
- Гриваста патка

- Црнолеђа патка


За следеће родове није сигурно да ли припадају потпородици патке (Anatinae) или патке ронилице (Aythyinae):
- Белокрила патка

- Ружичастоглава патка


### или нова потпородица
- Хартлаубова патка


Род хартлаубова патка (Pteronetta) са родом плавокрила гуска (Cyanochen) можда чини нову потпородицу.